# Сайилик (Кобяйський улус)
Сайилик (рос. Сайылык) — село у Кобяйському улусі Республіки Сахи Російської Федерації.
Населення становить 1144 особи. Належить до муніципального утворення Мукучунський наслег.

## Історія
Згідно із законом від 30 листопада 2004 року органом місцевого самоврядування є Мукучунський наслег.

## Населення
| 2002  | 2010  | 2012  | 2013  | 2014  | 2015  | 2016  |
| ----- | ----- | ----- | ----- | ----- | ----- | ----- |
| 1156  | ↗1221 | →1221 | ↘1197 | ↘1182 | ↗1183 | ↘1172 |
| 2017  | 2018  |       |       |       |       |       |
| ↘1149 | ↘1144 |       |       |       |       |       |